# Гей-Лейкс
Гей-Лейкс (англ. Hay Lakes) — село в Канаді, у провінції Альберта, у складі муніципального району Кемроуз.

## Населення
За даними перепису 2016 року, село нараховувало 495 осіб, показавши зростання на 16,5%, порівняно з 2011-м роком. Середня густина населення становила 835,7 осіб/км².
З офіційних мов обидвома одночасно володіли 15 жителів, тільки англійською — 480. Усього 20 осіб вважали рідною мовою не одну з офіційних.
Працездатне населення становило 300 осіб (74,1% усього населення), рівень безробіття — 18,3% (25% серед чоловіків та 10,3% серед жінок). 86,7% осіб були найманими працівниками, а 10% — самозайнятими.
Середній дохід на особу становив $57 251 (медіана $47 520), при цьому для чоловіків — $81 238, а для жінок $30 481 (медіани — $71 936 та $32 704 відповідно).
43,2% мешканців мали закінчену шкільну освіту, не мали закінченої шкільної освіти — 12,3%, 45,7% мали післяшкільну освіту, з яких 8,1% мали диплом бакалавра, або вищий.
| Статево-вікова структура населення | Статево-вікова структура населення | Статево-вікова структура населення | Статево-вікова структура населення | Статево-вікова структура населення |
| ---------------------------------- | ---------------------------------- | ---------------------------------- | ---------------------------------- | ---------------------------------- |
|                                    |                                    |                                    |                                    |                                    |
| Всього                             | Всього                             | 49,5%50,5%                         |                                    |                                    |
| 0 — 14 років                       | 0 — 14 років                       |                                    | 20,8%                              | 20,8%                              |
| 15 — 64 років                      | 15 — 64 років                      |                                    | 70,8%                              | 70,8%                              |
| 65 і більше                        | 65 і більше                        |                                    | 8,3%                               | 8,3%                               |
| Середній вік (років)               | Середній вік (років)               | 37,634,6                           | 36,1                               | 36,1                               |
| Медіана (років)                    | Медіана (років)                    | 36,833,4                           | 35,6                               | 35,6                               |
| — чоловіки — жінки                 |                                    |                                    |                                    |                                    |

| Походження мешканців:     | Походження мешканців:     | Походження мешканців: | Походження мешканців: | Походження мешканців: |
| ------------------------- | ------------------------- | --------------------- | --------------------- | --------------------- |
| Походження                |                           |                       | осіб                  | %                     |
| Корінні американці        | Корінні американці        |                       | 75                    | 14.29%                |
| Інше північноамериканське | Інше північноамериканське |                       | 230                   | 43.81%                |
| Європейське               | Європейське               |                       | 400                   | 76.19%                |
| британське                | британське                |                       | 245                   | 46.67%                |
| французьке                | французьке                |                       | 50                    | 9.52%                 |
| українське                | українське                |                       | 55                    | 10.48%                |
| Латинськоамериканське     | Латинськоамериканське     |                       | 15                    | 2.86%                 |
| Азійське                  | Азійське                  |                       | 15                    | 2.86%                 |

| Зайнятість населення за галузями (за класифікацією NOC): | Зайнятість населення за галузями (за класифікацією NOC): | Зайнятість населення за галузями (за класифікацією NOC): | Зайнятість населення за галузями (за класифікацією NOC): | Зайнятість населення за галузями (за класифікацією NOC): |
| -------------------------------------------------------- | -------------------------------------------------------- | -------------------------------------------------------- | -------------------------------------------------------- | -------------------------------------------------------- |
|                                                          |                                                          |                                                          |                                                          |                                                          |
| Управління                                               | Управління                                               |                                                          | 5,2%                                                     | 5,2%                                                     |
| Бізнес, фінанси та адміністрування                       | Бізнес, фінанси та адміністрування                       |                                                          | 13,8%                                                    | 13,8%                                                    |
| Природничі та прикладні науки                            | Природничі та прикладні науки                            |                                                          | 5,2%                                                     | 5,2%                                                     |
| Охорона здоров'я                                         | Охорона здоров'я                                         |                                                          | 8,6%                                                     | 8,6%                                                     |
| Освіта, правозахист, муніципальні та урядові служби      | Освіта, правозахист, муніципальні та урядові служби      |                                                          | 3,4%                                                     | 3,4%                                                     |
| Роздрібна торгівля та послуги                            | Роздрібна торгівля та послуги                            |                                                          | 15,5%                                                    | 15,5%                                                    |
| Гуртова торгівля, транспорт та обладнання                | Гуртова торгівля, транспорт та обладнання                |                                                          | 41,4%                                                    | 41,4%                                                    |
| Природні ресурси, сільське господарство                  | Природні ресурси, сільське господарство                  |                                                          | 5,2%                                                     | 5,2%                                                     |
| Виробництво                                              | Виробництво                                              |                                                          | 3,4%                                                     | 3,4%                                                     |

## Клімат
Середня річна температура становить 2,2°C, середня максимальна – 20,9°C, а середня мінімальна – -20,9°C. Середня річна кількість опадів – 476 мм.
| Клімат поселення                              | Клімат поселення | Клімат поселення | Клімат поселення | Клімат поселення | Клімат поселення | Клімат поселення | Клімат поселення | Клімат поселення | Клімат поселення | Клімат поселення | Клімат поселення | Клімат поселення | Клімат поселення |
| Показник                                      | Січ.             | Лют.             | Бер.             | Квіт.            | Трав.            | Черв.            | Лип.             | Серп.            | Вер.             | Жовт.            | Лист.            | Груд.            |                  |
| Середній максимум, °C                         | −7,86            | −4,27            | 1,34             | 10,19            | 16,49            | 20,51            | 20,94            | 20,28            | 15,14            | 9,60             | −0,18            | −6,84            |                  |
| Середня температура, °C                       | −14,39           | −10,8            | −5,19            | 3,66             | 9,95             | 13,99            | 15,94            | 15,28            | 10,13            | 4,60             | −5,21            | −11,84           |                  |
| Середній мінімум, °C                          | −20,92           | −17,31           | −11,72           | −2,89            | 3,42             | 7,46             | 10,93            | 10,28            | 5,12             | −0,4             | −10,2            | −16,84           |                  |
| Норма опадів, мм                              | 23               | 15               | 23               | 28               | 49               | 79               | 96               | 62               | 43               | 21               | 20               | 17               |                  |
| Середньомісячна швидкість вітру, м/с          | 3.30             | 3.30             | 3.41             | 3.70             | 3.80             | 3.40             | 3.14             | 3.00             | 3.20             | 3.40             | 3.42             | 3.40             |                  |
| Середньомісячна сонячна радіація, кДж/м²·день | 3591             | 7196             | 12291            | 17385            | 20694            | 21983            | 22350            | 18724            | 12797            | 7643             | 3835             | 2609             |                  |
| --------------------------------------------- | ---------------- | ---------------- | ---------------- | ---------------- | ---------------- | ---------------- | ---------------- | ---------------- | ---------------- | ---------------- | ---------------- | ---------------- | ---------------- |
| Джерело:                                      |                  |                  |                  |                  |                  |                  |                  |                  |                  |                  |                  |                  |                  |